# Plóskoie (Kursk)
|  | Per a altres significats, vegeu «Plóskoie». |

Plóskoie (en rus: Плоское) és un poble de l'óblast de Kursk, a Rússia, que en el cens del 2010 tenia 68 habitants. Pertany al districte de Kastórnoie.